# Política de Croacia
Croacia es un país acabado en la Europa Central que se encuentra geográficamente rodeado por la llanura Panónica, en la Península Balcánica y el mar Mediterráneo. Su capital, a la vez que su principal centro financiero, universitario y comercial, es Zagreb. Tras la aprobación de los ciudadanos croatas en referéndum, el país también entrará a formar parte de la Unión Europea el 1 de julio de 2013 como el 28.º Estado en hacerlo. Croacia es, además, miembro de las Naciones Unidas, la Organización para la Seguridad y la Cooperación en Europa, el Consejo de Europa y fue miembro no permanente del Consejo de Seguridad de las Naciones Unidas por el período 2008-2009. Es miembro de la OTAN desde el 1 de abril de 2009, convirtiéndose así en la segunda nación de la antigua Yugoslavia en ingresar en esta alianza militar después de Eslovenia. El país también es miembro fundador de la Unión para el Mediterráneo desde su creación en 2008.

## Gobierno

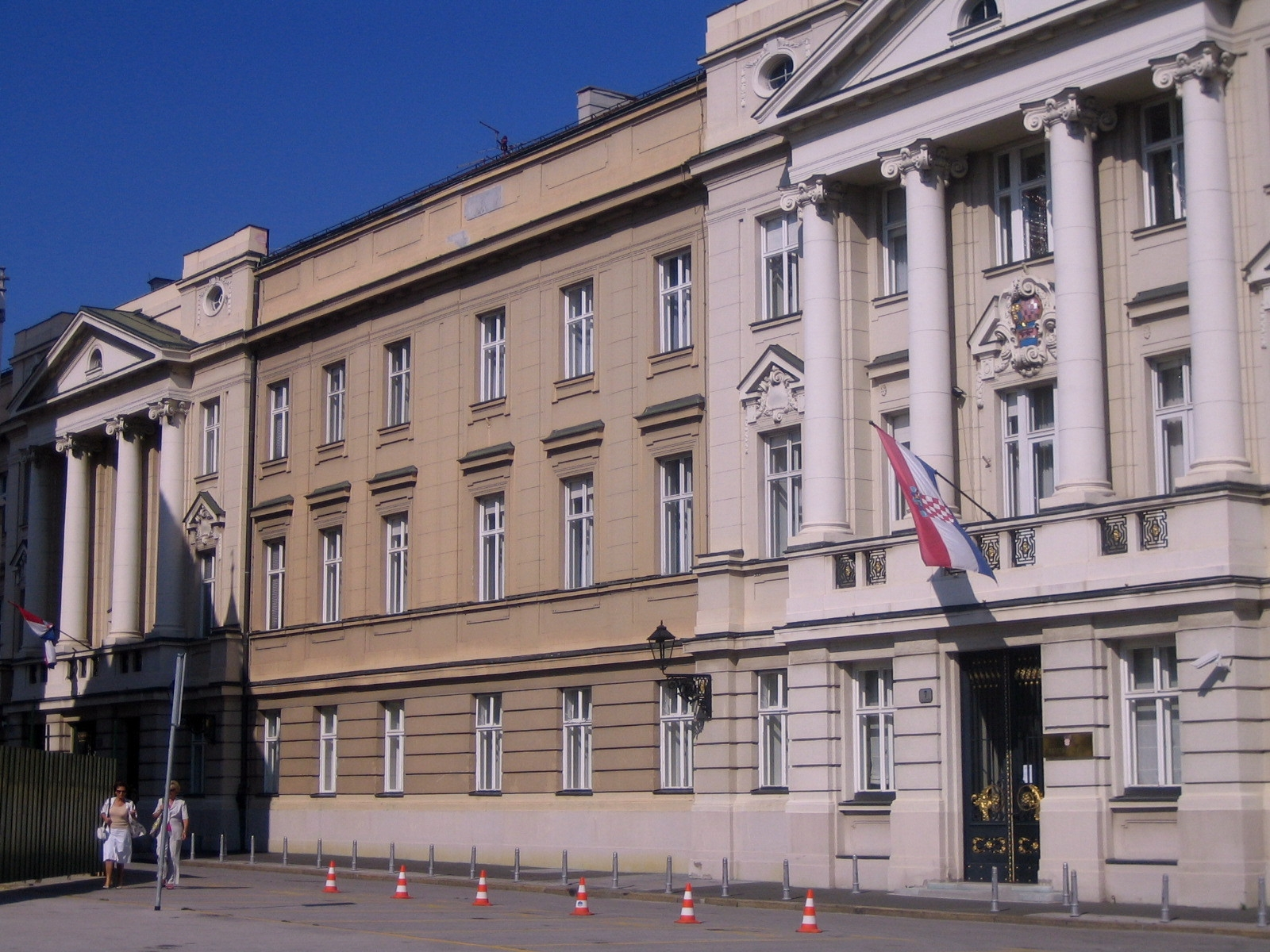
Parlamento Croata, en Zagreb.

Desde la adopción en 1990 de la Constitución, Croacia es una república democrática. Entre 1990 y 2000 tuvo un sistema semipresidencial, y desde 2000 tiene un sistema parlamentario.
El Presidente de la República (Predsjednik) es el jefe de Estado y es elegido para periodos de cinco años, pudiendo ejercer su cargo un máximo de diez años. Además de ser el comandante general de las Fuerzas Armadas, el presidente tiene el deber de nombrar a un Primer ministro con el consentimiento del Parlamento, además de tener influencia en las relaciones exteriores. Su residencia oficial es Predsjednički dvori, y sus residencias de verano están en las islas de Vanga (Islas Brijuni) y en la isla de Hvar.
El Parlamento de Croacia (Sabor) es unicameral, pues su segunda cámara, la Cámara de los Condados (Županijski dom), fue eliminada en 2001. El número de miembros del Sabor puede variar de 100 hasta 160, siendo todos ellos elegidos por voto popular para cuatro años. Las sesiones plenarias se suceden entre el 15 de enero y el 15 de julio, y entre el 15 de septiembre y el 15 de diciembre.
El Gobierno Croata (Vlada) está encabezado por el primer ministro, que tiene dos vice primeros ministros y catorce ministros a cargo de sectores particulares de la actividad gubernamental. El poder ejecutivo es responsable de hacer proposiciones legislativas y del presupuesto, así como de hacer cumplir la ley y de guiar las relaciones interiores y exteriores de la República. La sede del gobierno se encuentra en Banski dvori.
El sistema judicial de Croacia tiene tres niveles: el Tribunal Supremo, los juzgados de cada condado y los juzgados municipales. El Tribunal Constitucional tiene jurisdicción en temas referentes a la Constitución.

### Fuerzas armadas

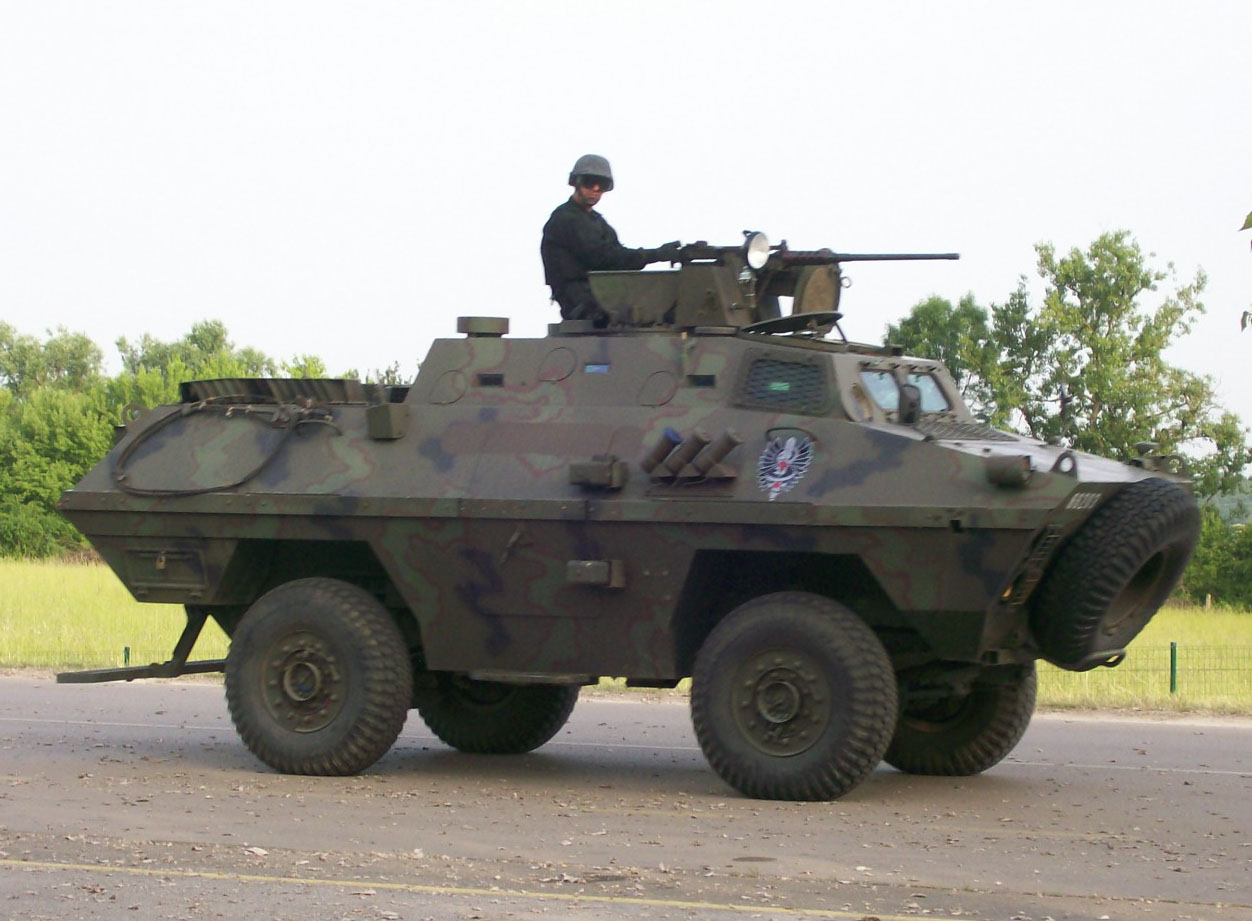
Vehículo blindado de combate del Batallón de Operaciones Especiales.

Las Fuerzas armadas de Croacia se encuentran bajo el mando del presidente de la República, el cual es su comandante en jefe y es deber del ministerio de Defensa atender todas las cuestiones relacionadas con la institución. 
Las Fuerzas armadas están compuestas por el Ejército de Tierra Croata, la Fuerza Aérea Croata y la Armada Croata. El número total de personal en servicio activo en las fuerzas armadas croatas (incluyendo personal civil) asciende a 32.886. La población masculina ya no está sujeta al servicio militar obligatorio desde el 1 de enero de 2008. Sin embargo, la última generación del 2007 también fue eximida del servicio obligatorio, a través de un acto del ministro de Defensa Berislav Rončević.
Debido a que Croacia ingresó en la OTAN en abril de 2009, sus fuerzas armadas han participado en muchas operaciones militares con esta organización, así como ha tenido una activa participación en misiones de paz de la ONU, siendo la misión de la ISAF en Afganistán donde Croacia ha cooperado con más personal que en ninguna otra, teniendo desplegados actualmente unos 300 soldados.
Durante la Guerra Croata de Independencia que transcurrió desde 1991 hasta 1995, las Fuerzas Armadas Croatas llevaron a cabo una gran cantidad de operaciones militares, primero contra el Ejército Yugoslavo y más tarde para recuperar el territorio anexado por la República Serbia de Krajina, que contaba con el apoyo de Yugoslavia. Se destaca entre esas operaciones la denominada Operación Tormenta (en croata: Oluja), en la que las Fuerzas Armadas Croatas, con unos 150.000 hombres, recapturaron todo el territorio que la República de Krajina había proclamado como propio, siendo esta la mayor operación militar llevada a cabo en Europa después de la Segunda Guerra Mundial. La "Operación Tormenta" significó el final de la guerra en Croacia.

### Organización territorial

Croacia se divide en 20 condados (en croata županija,,, plural županije) y una ciudad "Grad".

Los condados (en croata: županije) son las principales subdivisiones territoriales de Croacia. Cada condado tiene una asamblea que está compuesta por los representantes elegidos por voto popular, mediante el escrutinio proporcional plurinominal, durante un período de cuatro años. La asamblea elige la dirección ejecutiva del condado, decide los presupuestos anuales, las propiedades del condado, etc. El gobernador del condado es el župan. El župan preside el gobierno ejecutivo del condado, y representa al condado en asuntos exteriores.
La subdivisión administrativa de menor nivel en Croacia son las ciudades (en croata: gradovi en plural, grad en singular) y municipios (en croata: općine en plural, općina en singular). 
La ciudad más grande es Zagreb, siendo esta la única que supera el millón de habitantes. Le siguen Split (350.000), Rijeka (250.000) y Osijek (150.000). Luego las siguen ciudades más pequeñas como Zadar, Pula, Šibenik, Varaždin, Sisak, Karlovac y Dubrovnik (en este orden).
A continuación se da una lista con todos los Condados de Croacia y sus respectivos datos: 
| N.º                                     | Condado                          | Nombre croata                   | Área (en km²)   | Población (censo del 2001 | Densidad (hab/km²) | Capital         |
| Croacia central                         | Croacia central                  | Croacia central                 | Croacia central | Croacia central           | Croacia central    | Croacia central |
| --------------------------------------- | -------------------------------- | ------------------------------- | --------------- | ------------------------- | ------------------ | --------------- |
| 1                                       | Condado de Zagreb                | Zagrebačka županija             | 3.078           | 309.696                   | 100,6              | Zagreb          |
| 2                                       | Condado de Krapina-Zagorje       | Krapinsko-zagorska županija     | 1.230           | 142.432                   | 115,8              | Krapina         |
| 3                                       | Condado de Sisak-Moslavina       | Sisačko-moslavačka županija     | 4.448           | 185.387                   | 41,7               | Sisak           |
| 4                                       | Condado de Karlovac              | Karlovačka županija             | 3.622           | 141.787                   | 39,1               | Karlovac        |
| 5                                       | Condado de Varaždin              | Varaždinska županija            | 1.260           | 184.769                   | 146,6              | Varaždin        |
| 6                                       | Condado de Koprivnica-Križevci   | Koprivničko-križevačka županija | 1.734           | 124.467                   | 71,8               | Koprivnica      |
| 7                                       | Condado de Bjelovar-Bilogora     | Bjelovarsko-bilogorska županija | 2.638           | 133.084                   | 50,4               | Bjelovar        |
| 20                                      | Condado de Međimurje             | Međimurska županija             | 730             | 118.426                   | 162,2              | Čakovec         |
| 21                                      | Ciudad de Zagreb                 | Grad Zagreb                     | 640             | 779.145                   | 1217,4             |                 |
| Istria, costa norte y Croacia Montañosa |                                  |                                 |                 |                           |                    |                 |
| 8                                       | Condado de Primorje-Gorski Kotar | Primorsko-goranska županija     | 3.590           | 305.505                   | 85,1               | Rijeka          |
| 9                                       | Condado de Lika-Senj             | Ličko-senjska županija          | 5.350           | 53.677                    | 10,0               | Gospić          |
| 18                                      | Condado de Istria                | Istarska županija               | 2.813           | 206.344                   | 73,4               | Pazin           |
| Eslavonia                               |                                  |                                 |                 |                           |                    |                 |
| 10                                      | Condado de Virovitica-Podravina  | Virovitičko-podravska županija  | 2.021           | 93.389                    | 46,2               | Virovitica      |
| 11                                      | Condado de Požega-Eslavonia      | Požeško-slavonska županija      | 1.821           | 85.831                    | 47,1               | Požega          |
| 12                                      | Condado de Brod-Posavina         | Brodsko-posavska županija       | 2.027           | 176.765                   | 87,2               | Slavonski Brod  |
| 14                                      | Condado de Osijek-Baranja        | Osječko-baranjska županija      | 4.149           | 330.506                   | 79,7               | Osijek          |
| 16                                      | Condado de Vukovar-Srijem        | Vukovarsko-srijemska županija   | 2.448           | 204.768                   | 83,6               | Vukovar         |
| Dalmacia                                |                                  |                                 |                 |                           |                    |                 |
| 13                                      | Condado de Zadar                 | Zadarska županija               | 3.643           | 162.045                   | 44,5               | Zadar           |
| 15                                      | Condado de Šibenik-Knin          | Šibensko-kninska županija       | 2.994           | 112.891                   | 37,7               | Šibenik         |
| 17                                      | Condado de Split-Dalmacia        | Splitsko-dalmatinska županija   | 4.524           | 463.676                   | 102,5              | Split           |
| 19                                      | Condado de Dubrovnik-Neretva     | Dubrovačko-neretvanska županija | 1.782           | 122.870                   | 69,0               | Dubrovnik       |
| Total:                                  | Total:                           | Total:                          | 56.542          | 4.437.460                 | 78,5               |                 |

### Himno
El himno nacional croata se llama Lijepa naša domovino (nuestra hermosa patria). La letra, de Antun Mihanović, fue publicada por primera vez en 1835 en la revista Dánica (‘la estrella matutina’), con el título Hrvatska domovina (‘patria croata’). La música fue escrita en la década de 1840 por el serbio Josip Runjanin.
Más tarde, en 1861, la partitura experimentó varios cambios menores, realizados por V. Lichtenegger. En 1891 la canción fue cantada como himno nacional en una exhibición llevada a cabo por la Sociedad Económica Croato-Eslava, en Zagreb. Como Croacia formaba parte en el siglo XIX del Imperio austrohúngaro, tenía como himno nacional el austriaco. El 29 de febrero de 1972 la primera enmienda de la Constitución croata declaró esta canción el himno nacional oficial (a pesar de que en ese momento Croacia todavía formaba parte de Yugoslavia). Luego de la independencia de Croacia, en 1990, se le realizaron ligeros cambios a la letra.